# Луиджи II Гонзага
Вижте пояснителната страница за други личности с името Луиджи Гонзага.
Луиджи II Гонзага или Лудовико I Гонзага (на италиански: Luigi II Gonzaga, Ludovico I Gonzaga; * 1334, Мантуа; † 4 октомври 1382) от род Гонзага е от 1369 до 1382 г. трети капитан на народа на Мантуа.

## Произход
Той е син на кондотиера Гуидо Гонзага (* 1290, † 1369), граф на Мантуа, и на третата му съпруга Беатрис дьо Бар (* 1310, † 1350). По бащина линия е внук на Луиджи I Гонзага, подест на Модена, на Мантуа и на Парма, господар на Мантуа и капитан на народа, имперски викарий, и Рикилда Рамберти от Ферара, а по майчина – на Едуард I дьо Бар, граф на Бар, и на Мария Бургундска. Има четири братя и една сестра:
- Уголино (* 1320, † 1362), убит от братята си, съпруг на Верде дела Скала, на Емилия (Камила) Дела Герардеска и на Катерина Висконти;
- Франческо († 1369), съпруг на Елена да Полента;
- Бернабо († 1366);
- Маргерита (*/† 14 век), съпруга на Якопино да Карара;
- Риналдо, служи на семейство Есте

Има и две природени сестри от първия брак на баща си, от които Беатриче е съпруга на Николо I д’Есте, съгосподар на Ферара и господар на Модена.

## Биография
Баща му Гуидо, след като идва на власт, подкрепя него и братята му  Уголино и Франческо в управлението на Мантуа. Най-големият Уголино скоро показа голяма независимост, засенчвайки по-малките си братя. Те, вероятно завиждащи на брат си, организират заговор срещу него, като го убиват на 14 октомври 1362 г. по време на вечеря, организирана между тримата. Съществува и подозрението, че зад убийството има политически мотив, като Венеция се възползва от недоволството на двамата по-малки братя. Трагичното събитие отчасти се потулва, като се оправдава с кавгата между тримата братя, а баща им Гуидо, макар и с разбито сърце, дава публична прошка на двамата оцелели синове.
През 1368 г. Луиджи открива заговор, замислен срещу него от Кансиньорио дела Скала, господар на Верона, чрез член на семейството, Корадино Гонзага, живеещ в град Верона. През лятото на същата година обаче брат му Франческо също умира при мистериозни обстоятелства; въпреки че няма доказателства за факта, всички улики водят до подозрението, че тази втора смърт също е благоприятствана от Луиджи, който по този начин се оказва единственият наследник на баща си.
След като идва на власт (през пролетта на 1370 г. той има общински мандат), Луиджи II започва политика на приятелство със Сеньория Милано, тясно обвързвайки се със сем. Висконти. Бракът, договорен за неговия син Франческо с Аниезе Висконти, дъщеря на Бернабо Висконти, господар на Милано, също трябва да се разглежда от тази гледна точка. Той също така установява силни търговски отношения с Венецианската република. От гледна точка на вътрешната политика е запомнен като цяло с благоразумните си качества на добро управление, което позволява на страната да просперира от икономическа гледна точка.
За да предотврати възможни опасности отвън, той оборудва територията с огромни укрепления; Въпреки това той също трябва да противодейства на опасности вътрешно поради два заговора, организирани от неговите роднини (единият е дело на Антонио Гонзага през 1373 г.), но и двата са осуетени. Той също така консолидира укрепленията на Кастильоне Мантовано, Боргофорте, Говерноло и Сермиде.
Умира през 1382 г. на 47-48 г. и е погребан в църквата „Свети Франциск“ в Мантуа.

## Брак и потомство
∞ 16 февруари 1356 за Алда д’Есте (* 18 юли 1333, Ферара, Папска държава; † пр. 26 септември 1381, Мантуа), дъщеря на Обицо III д’Есте, господар на Ферара и Модена, от която има син и дъщеря:
- Франческо I Гонзага (* 1366, Мантуа, † 8 март 1407, Кавриана), господар на Мантуа, капитан на народа (1382 – 1407), имперски викарий; ∞ 1. 1380 за Аниезе Висконти (* ок. 1362, † 1391), от която има дъщеря 2. за Маргерита Малатеста († 28 февруари 1399), от която има син и дъщеря
- Елизабета Гонзага (* Мантуа, † 31 юли 1432); ∞ 1386 за Карло I Малатеста († 1429), господар на Римини, от когото няма деца.